# Aphanotrigonum multicingulatum
Aphanotrigonum multicingulatum är en tvåvingeart som först beskrevs av Gabriel Strobl 1893.  Aphanotrigonum multicingulatum ingår i släktet Aphanotrigonum och familjen fritflugor. Inga underarter finns listade i Catalogue of Life.